# Pat Healy
Pat Healy (14 de septiembre de 1971) es un actor de cine y televisión estadounidense, conocido por sus papeles en Better Call Saul, Great World of Sound, Compliance y Station 19. En 2017 estrenó su primer largometraje como director, Take Me.

## Vida y carrera
Healy nació en Chicago, Illinois, donde comenzó su carrera en el Teatro Steppenwolf. Se mudó a Los Ángeles en 1998, donde rápidamente obtuvo un papel secundario en Magnolia de Paul Thomas Anderson como el farmacéutico que recibe las quejas del personaje interpretado por Julianne Moore. Desde entonces, ha aparecido en más de treinta largometrajes, incluidos Ghost World, El asesinato de Jesse James por el cobarde Robert Ford, Rescate al amanecer, Draft Day, Dirty Girl, Snow Angels, Undertow, legado de violencia y Pearl Harbor.
En 2007, protagonizó Great World of Sound, una película independiente dirigida por Craig Zobel y producida por David Gordon Green. La película se estrenó en el Festival de Cine de Sundance y Healy recibió el premio al mejor actor del Festival de Cine de Atlanta. También apareció en el siguiente filme de Zobel, Compliance, como un bromista que incita una serie de eventos inquietantes en un restaurante de comida rápida. Actuó en la película de terror The Innkeepers de Ti West y en Cheap Thrills, junto a Ethan Embry, Sara Paxton y David Koechner. La comedia negra, dirigida por E. L. Katz ganó el premio Midnight Films Audience Award en South by Southwest en 2013. En 2015 interpretó uno de los papeles principales en el filme Henry Gamble's Birthday Party, del director Stephen Cone.
En televisión, ha aparecido en Six Feet Under, Star Trek: Enterprise, 24, Grey's Anatomy, The Shield, CSI: Crime Scene Investigation, Without a Trace, NCIS, Cold Case, Charmed, CSI: Miami, Chicago Hope, NYPD Blue y The Practice. Tuvo un papel recurrente como el villano Sugalski en Eagleheart, así como una aparición como invitado en Metalocalypse en Adult Swim.
En 2000, escribió y dirigió el cortometraje Mullitt, protagonizado por él mismo, Michael Shannon y Henry Gibson. La película se estrenó en el Festival de Cine de Sundance de 2001 antes de ser adquirida por HBO. Sus guiones para los largometrajes Snow Ponies y Strange Skies obtuvieron lugares en The Black List —una encuesta anual de los guiones cinematográficos «que más gustan» que aún no se han producido— en 2006 y 2007, respectivamente. También escribió tres episodios de la serie In Treatment de HBO, semanas 1 a 3 de las sesiones de Walter (John Mahoney) en la segunda temporada.
Su primer largometraje, Take Me, se estrenó en el Festival de Cine de Tribeca en abril de 2017. La película fue producida por Duplass Brothers Productions y está protagonizada por Healy junto a Taylor Schilling. Fue adquirida por The Orchard para su estreno en mayo de 2017.
En 2022, Healy tomó el papel de Jeff en la sexta y última temporada de Better Call Saul de Don Harvey.